# صلبا، حماة
صلبا (به عربی: صلبا) یک روستا در سوریه است که در ناحیه مرکزی سقیلبیه واقع شده‌است. صلبا ۶۹۵ نفر جمعیت دارد.